# هیروگا کوجیما

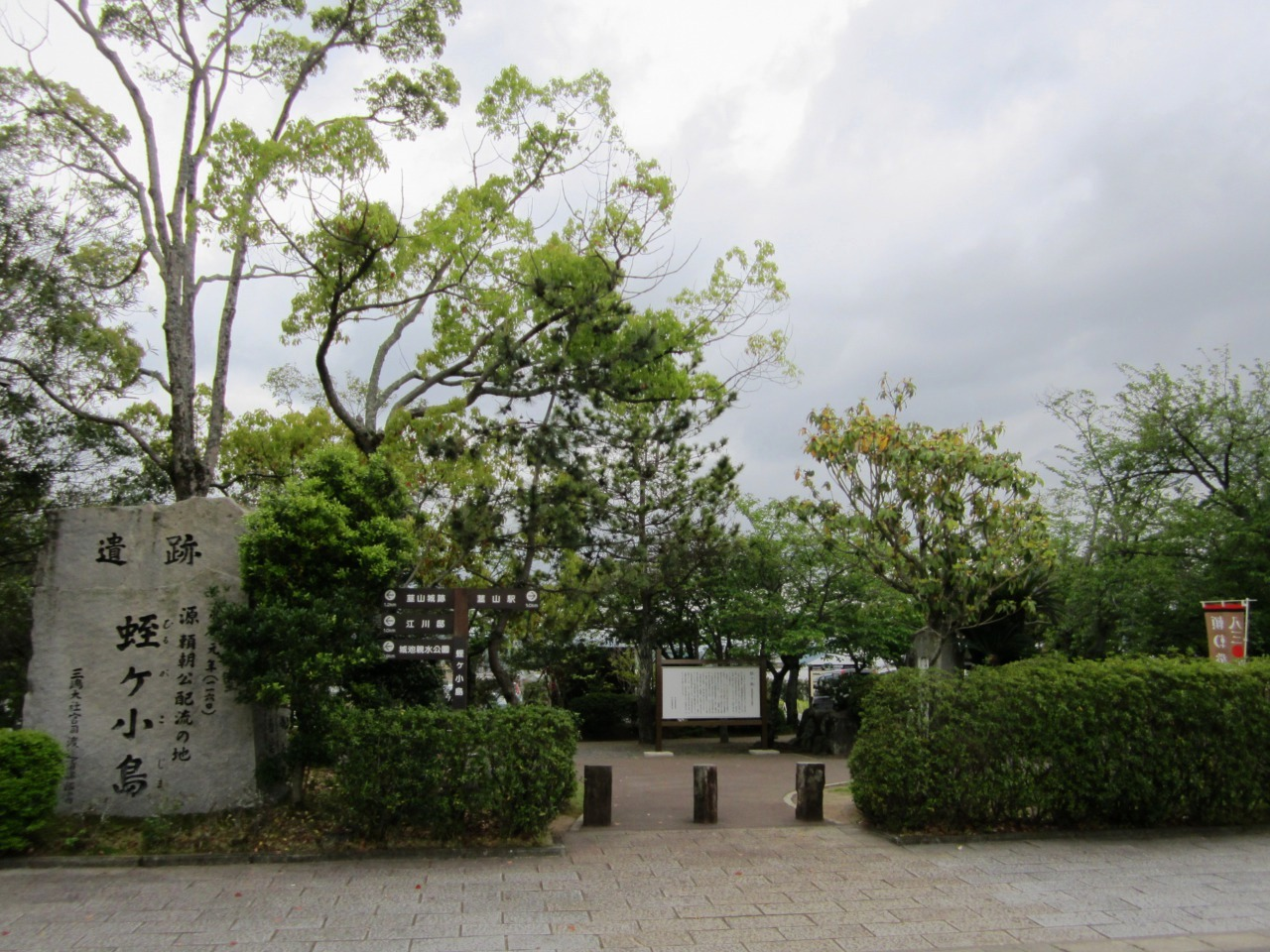
هیروگا کوجیما

هیروگا کوجیما (به ژاپنی: 蛭ヶ小島（ひるがこじま) یک مکان تاریخی است که گفته می‌شود محل تبعید کیفری میناموتو نو یوریتومو بود. این مکان در شهر ایزونوکونی، شیزوئوکا، استان شیزوئوکا است.